# Vitskråp
Vitskråp (Petasites albus) är en art i familjen korgblommiga växter.